# Syneuodynerus cylindrellus
Syneuodynerus cylindrellus är en stekelart som beskrevs av Giordani Soika 1993. Syneuodynerus cylindrellus ingår i släktet Syneuodynerus och familjen Eumenidae. Inga underarter finns listade i Catalogue of Life.